# El autor
El autor es una película con producción hispano-mexicana, dirigida por Manuel Martín Cuenca, basada en un relato de Javier Cercas. Se estrenó el 17 de noviembre del 2017.
La película está basada en el libro El móvil, que fue la primera novela de Javier Cercas, publicada en 1987. La cinta participó en el Festival Internacional de Cine de Toronto de 2017, en el que obtuvo el premio de la crítica, y también lo hizo en la selección oficial del Festival Internacional de Cine de San Sebastián.

## Sinopsis
Álvaro (Javier Gutiérrez Álvarez), empleado de una notaría, se separa de su mujer, Amanda (María León), una exultante escritora de best-sellers, y decide afrontar su sueño: escribir una gran novela. Pero es incapaz; no tiene talento ni imaginación. Guiado por el profesor del taller de escritura que está tomando (Antonio de la Torre), indaga en los pilares de la novela, hasta que un día descubre que la ficción se escribe con la realidad. Comienza entonces a manipular a sus vecinos y amistades para crear una historia, una historia real que superará a la ficción.

## Reparto
| Intérprete               | Personaje                                  |
| ------------------------ | ------------------------------------------ |
| Javier Gutiérrez Álvarez | Álvaro Martín, empleado de una notaría     |
| María León               | Amanda, esposa de Álvaro                   |
| Adelfa Calvo             | Lola, la portera                           |
| Adriana Paz              | Irene, la vecina                           |
| Tenoch Huerta            | Enrique, el marido de Irene                |
| Rafael Téllez            | Sr. Montero                                |
| Antonio de la Torre      | Juan, el profesor del taller de literatura |
| Domi del Postigo         | Presentador                                |
| José Carlos Carmona      | Jesús                                      |
| Alberto González         | Don Alfonso                                |
| Craig Stevenson          | Craig McCallan, el conferenciante          |
| José Chaves              | Marido de Lola, la portera                 |
| Juanfra Juárez           | Álex                                       |
| Juan Carlos Villanueva   | Juez                                       |
| Amanuel Cadaval          | Hijo de Irene y Enrique                    |
| Fran Torres              | Portero discoteca - aparcacoches           |
| Moisés Suárez            | Guardia Civil                              |
| José Antonio Aguilar     | Cliente notaría                            |
| El Porrúo                | Preso armario                              |
| Miguel Ángel Luque       | Policía 1                                  |
| Cris Nollet              | Policía 2                                  |
| Eduardo Trías            | Autoridad                                  |
| Carmen Diz               | Secretaria notaría                         |
| Domingo Isidoro          | Tipo cigarro                               |
| Joaquín Ortega           | Especialista 1                             |
| Maripaz Gutiérrez        | Especialista 2                             |
| Andrés Torrado           | Especialista 3                             |
| Leo                      | Bruno el perro                             |
| Brando                   | Perro herido                               |
| Misho Amoli              | Estudiante                                 |
| David Rodríguez Vicente  | Asistente a conferencia                    |
| Carmelo Muñoz Adame      |                                            |

## Premios

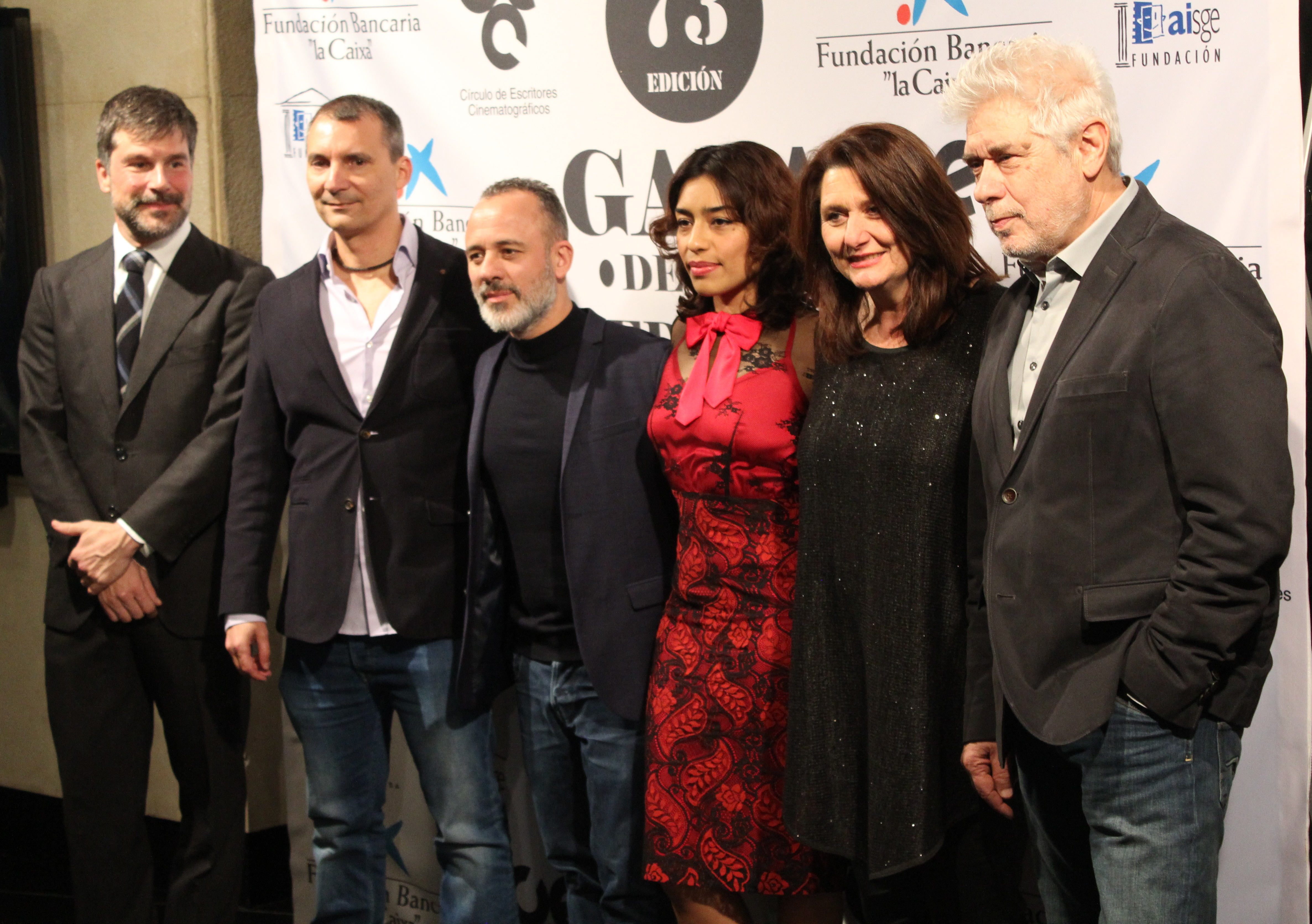
El productor David Naranjo, el guionista Alejandro Hernández, el actor Javier Gutiérrez Álvarez, las actrices Adriana Paz y Adelfa Calvo y el productor ejecutivo José Nolla.

Premios Goya
| Año  | Categoría                | Nominados                                          | Resultado |
| ---- | ------------------------ | -------------------------------------------------- | --------- |
| 2017 | Mejor película           | El autor                                           | Nominado  |
| 2017 | Mejor dirección          | Manuel Martín Cuenca                               | Nominado  |
| 2017 | Mejor actor protagonista | Javier Gutiérrez Álvarez                           | Ganador   |
| 2017 | Mejor actriz revelación  | Adriana Paz                                        | Nominada  |
| 2017 | Mejor actriz de reparto  | Adelfa Calvo                                       | Ganadora  |
| 2017 | Mejor actor de reparto   | Antonio de la Torre Martín                         | Nominado  |
| 2017 | Mejor sonido             | Daniel de Zayas, Pelayo Gutiérrez, Alberto Ovejero | Nominados |
| 2017 | Mejor guion adaptado     | Alejandro Hernández, Manuel Martín Cuenca          | Nominados |
| 2017 | Mejor música original    | Eugenio Mira                                       | Nominado  |

Premios Feroz
| Año  | Categoría                | Nominado/s                                | Resultado |
| ---- | ------------------------ | ----------------------------------------- | --------- |
| 2017 | Mejor película dramática | El autor                                  | Nominada  |
| 2017 | Mejor dirección          | Manuel Martín Cuenca                      | Nominado  |
| 2017 | Mejor actor protagonista | Javier Gutiérrez Álvarez                  | Ganador   |
| 2017 | Mejor actriz de reparto  | Adelfa Calvo                              | Ganadora  |
| 2017 | Mejor actor de reparto   | Antonio de la Torre Martín                | Nominado  |
| 2017 | Mejor guion              | Alejandro Hernández, Manuel Martín Cuenca | Nominados |
| 2017 | Mejor música original    | Eugenio Mira                              | Nominado  |
| 2017 | Mejor tráiler            | Fernando Vallarino                        | Nominado  |

Premios Forqué
| Año  | Categoría                                           | Nominado/s | Resultado |
| ---- | --------------------------------------------------- | ---------- | --------- |
| 2017 | Premio al Mejor Largometraje de Ficción o Animación | El autor   | Ganadora  |

Medallas del Círculo de Escritores Cinematográficos de 2017
| Categoría               | Nominados                                | Resultado |
| ----------------------- | ---------------------------------------- | --------- |
| Mejor película          | Mejor película                           | Nominada  |
| Mejor dirección         | Manuel Martín Cuenca                     | Nominado  |
| Mejor actor             | Javier Gutiérrez                         | Ganador   |
| Mejor actor secundario  | Antonio de la Torre                      | Nominado  |
| Mejor actriz secundaria | Adelfa Calvo                             | Nominada  |
| Mejor guion adaptado    | Manuel Martín Cuenca Alejandro Hernández | Nominados |
| Mejor fotografía        | Pau Esteve Birba                         | Nominado  |
| Actriz revelación       | Adriana Paz                              | Nominada  |

Festival Internacional de Cine de Toronto
| Edición | Categoría | Nominado/s           | Resultado |
| ------- | --------- | -------------------- | --------- |
| 2017    | FIPRESCI  | Manuel Martín Cuenca | Ganador   |